# 브랜트 스미스
브랜트 스미스(Brandt Smith, 1959년 4월 18일 ~ )는 침례교 목회자와 기독교 대학 교수 직위를 거쳐 미국 아칸소주 중원 의장을 지내고 있는 미국의 정치인이다.

## 주요 경력

### 중원 의원 전력
기독교 대학교 신학 교수를 지낸 그는 2015년 1월을 기하여 미국 아칸소주 중원 의원을 역임하고 있다.

## 역대 선거 결과
| 선거명      | 직책명                       | 대수 | 정당   | 득표율  | 득표수  | 결과 | 당락               |
| ----------- | ---------------------------- | ---- | ------ | ------- | ------- | ---- | ------------------ |
| 2014년 선거 | 하원의원 (아칸소 제58선거구) | 90대 | 공화당 | 52.61%  | 4,396표 | 1위  | 아칸소 주의원 당선 |
| 2016년 선거 | 하원의원 (아칸소 제58선거구) | 91대 | 공화당 | 55.58%  | 6,448표 | 1위  | 아칸소 주의원 당선 |
| 2018년 선거 | 하원의원 (아칸소 제58선거구) | 92대 | 공화당 | 100.00% | 1표     | 1위  | 아칸소 주의원 당선 |
| 2020년 선거 | 하원의원 (아칸소 제58선거구) | 93대 | 공화당 | 61.75%  | 7,667표 | 1위  | 아칸소 주의원 당선 |